# Gigny (Yonne)
 Gigny  es una comuna y población de Francia, en la región de Borgoña, departamento de Yonne, en el distrito de Avallon y cantón de Cruzy-le-Châtel.
Su población en el censo de 1999 era de 91 habitantes.
Está integrada en la Communauté de communes du Tonnerrois .

## Demografía
| 183 | 166 | 148 | 113 | 102 | 91 |
| Para los censos de 1962 a 1999 la población legal corresponde a la población sin duplicidades (Fuente: INSEE [Consultar]) |     |     |     |     |    |